# Осинцев, Михаил Семёнович
Михаил Семёнович Осинцев (15 февраля 1935, Кулики, Свердловская область — 26 ноября 2020, Москва) — советский хоккеист с мячом и хоккеист на траве, шестикратный чемпион мира.
Мастер спорта СССР (1955). Заслуженный мастер спорта СССР (1962), заслуженный тренер СССР (1984).

## Биография
Родился в с. Кулики Сухоложского района (ныне — городской округ Богданович) Свердловской области.
Вскоре семья переехала в Свердловск, где Осинцев начал играть в хоккей с шайбой в составе свердловского «Динамо». Позже переориентировался на хоккей с мячом, выступал за команду Окружного Дома Офицеров (Свердловск).
В 1960 году переезжает в Москву и начинает выступать за армейцев столицы.
В 1962 году переходит в «Динамо». Здесь он играл в течение 7 сезонов. Окончание карьеры пришлось на клуб «Фили».
Участник шести чемпионатов мира, на каждом из которых становился чемпионом.
Также играл в хоккей на траве. Провел 38 игр за «Динамо» и «Фили», забил 31 мяч.
В 1965 году окончил школу тренеров при ГЦОЛИФКе.
- В 1971—1985 годах — старший тренер «Фили» по хоккею с мячом и хоккею на траве.
- В 1975—1977 — тренер сборной СССР по хоккею на траве
- В 1977—1992 — старший тренер сборной СССР по хоккею на траве
- В 1978—1984 — старший тренер молодёжной сборной СССР по хоккею на траве
- В 1993 — главный тренер женской сборной России по хоккею на траве

## Достижения

### Игрок

#### Хоккей с мячом

##### В клубах
- Чемпион СССР (9): 1956, 1958, 1959, 1960, 1963, 1964, 1965, 1967, 1969
- Серебряный призёр чемпионата СССР (5): 1955, 1957, 1962, 1966, 1968
- Бронзовый призёр чемпионата СССР: 1961
- В списках «33 и 22 лучших хоккеистов СССР» (7): 1960, 1961, 1962, 1963, 1964, 1968, 1969

##### В сборной
- Чемпион мира (6): 1957, 1961, 1963, 1965, 1967, 1969

#### Хоккей на траве
- Победитель Всесоюзного первенства: 1969

### Тренер

##### Хоккей на траве
- Серебряный призёр чемпионата СССР: 1975
- Бронзовый призёр чемпионата СССР: 1971, 1973, 1974, 1976, 1977
- Бронзовый призёр Олимпиады: 1980

## Награды
- орден «Знак Почёта» (30.05.1969)